# Гензенменхен (Нюрнберг)
Изворът на Мъжа с гъските (на немски: Gänsemännchenbrunnen – Гензенменхен) е сред най-старите градски фонтани в град Нюрнберг, провинция Бавария, Германия.
Името се дължи на излятата от бронз скулптура над фонтана, изобразяваща фермер с 2 гъски под мишница, чийто автор e Панкрац Лабенволф. Този каптаж е станал модел за няколко други нюрнбергски фонтана. Известни любители на кладенеца са Йохан Волфганг Гьоте и крал Лудвиг II.
Според градската традиция бронзовата статуя изобразява пастир на гъски от Земята на чесъна (Knoblauchsland – Кноблаухсланд), както наричат земеделската област в Бавария, намираща се в средата на триъгълника Нюрнберг – Фюрт – Ерланген.